# Mrkalji (Sanski Most)
Mrkalji (szerbül: Мркаљи) falu Bosznia-Hercegovinában, a Bosznia-hercegovinai Föderáció Una-Szanai kantonjában, Sanski Most községben. Mrkalji falunak a területmegosztás során a föderációhoz került, lakatlan része.

## Fekvése
Bosznia-Hercegovina északnyugati részén, Bihácstól légvonalban 41, közúton 65 km-re keletre, Sanski Mosttól légvonalban 23, közúton 36 km-re nyugat-északnyugatra fekvő dombos, erdős területen, a Japar-folyó völgye felett fekszik.

## Népessége
| Nemzetiségi csoport | Népesség 1991 | Népesség 2013 |
| ------------------- | ------------- | ------------- |
| Szerb               | 39            | 0             |
| Bosnyák             | 0             | 0             |
| Horvát              | 0             | 0             |
| Jugoszláv           | 0             | 0             |
| Egyéb               | 1             | 0             |
| Összesen            | 40            | 0             |

## Története
Mrkalji 1878-ig tartozott az Oszmán Birodalomhoz, majd az Osztrák-Magyar Monarchia része lett. 1879-ben az első osztrák-magyar népszámlálás során a faluban 17 házat, 10 muszlim és 72 ortodox szerb lakost számláltak. 1910-ben Mrkalji községnek Hadrovci és Kozin településekkel együtt 113 háza, 5 muszlim és 676 ortodox szerb lakosa volt. Ebből Mrkalji falu külön 47 házzal és 273 ortodox szerb lakossal rendelkezett. A monarchia szétesésével 1918-ben előbb a Szerb-Horvát-Szlovén Királyság, majd 1929-től a Jugoszláv Királyság része. 1945-től a település a szocialista Jugoszlávia része volt. 1963-ig Ljubija község része volt. A boszniai háború idején a falu szerb félkatonai alakulatok ellenőrzése alatt állt.
A daytoni békeszerződés utáni területmegosztási megállapodás értelmében a háború előtti Mrkalji település kisebb, 3,36 km2 területű része a Boszniai Szerb Köztársasághoz és Oštra Luka községhez került, míg a település nagyobb 5,31 km2 területű, lakatlan része a Bosznia-hercegovinai Föderáció Una-Szanai kantonjában levő Sanski Most község területénél maradt.